# Hunter Pirates
Die Hunter Pirates waren eine professionelle Basketball-Mannschaft der australasischen National Basketball League (NBL) aus der im australischen Bundesstaat New South Wales gelegenen Stadt Newcastle. Das Team entstand vor der Saison 2003/04 aus den umbenannten Canberra Cannons, eines der Gründungsmitgliedern der NBL. Nach der Saison 2005/06 zog das Team nach Singapur um und trat unter dem Namen Singapore Slingers noch zwei weitere Saisons in der NBL an.

## Erfolge
- Playoff-Teilnahmen (2): 2005, 2006

## Saisonbilanzen
- Meister der NBL
- Vizemeister der NBL

| Saison  | Platz | Spiele | Siege | Niederlagen | Siegquote in % | PlayOffs                  |
| ------- | ----- | ------ | ----- | ----------- | -------------- | ------------------------- |
| 2003/04 | 12    | 33     | 2     | 31          | 6,1            | nicht qualifiziert        |
| 2004/05 | 8     | 32     | 15    | 17          | 46,9           | im Viertelfinale verloren |
| 2005/06 | 8     | 32     | 13    | 19          | 40,6           | im Viertelfinale verloren |

## Trainerhistorie
- Bruce Palmer & Dave Simmons: 2003–2004
- Adrian Hurley: 2004–2006